# Aubertite
L'aubertite è un minerale appartenente al gruppo omonimo.